# Ignace Chauffour
Pour les articles homonymes, voir Chauffour (homonymie).
Jules-Ignace Chauffour, né le 13 janvier 1808 à Colmar et mort le 6 décembre 1879 dans la même ville, est un juriste et homme politique français.

## Biographie
Ignace Chauffour est le fils d'un avocat distingué et légitimiste de Colmar et frère de Louis Chauffour et de Victor Chauffour. Il a fait des études de droit à Strasbourg et à Heidelberg. Il se distingua au barreau d'Altkirch, et fit campagne, sous le règne de Louis-Philippe, avec les radicaux pour la réforme électorale. Après la Révolution française de 1848, Ignace Chauffour fut nommé procureur général près la cour d'appel de Colmar ; puis, candidat à l'Assemblée constituante, il fut élu le 23 avril, représentant au peuple par le département du Haut-Rhin.
Il prit place à gauche et se prononça : 9 août 1848, contre le rétablissement du cautionnement; 26 août, contre les poursuites coutre Louis Blanc et Caussidière; 18 septembre, pour l'abolition de la peine de mort; 2 novembre, contre le droit au travail ; 4 novembre. pour l'adoption de l'ensemble de la Constitution. Ce fut le dernier des votes auxquels il prit part. Le 24 novembre, il donna sa démission de représentant, revint dans son pays natal et reprit sa profession d'avocat.
Quand il renonça au barreau il se consacra aux différentes activités culturelles auxquelles il s'adonnait. Il fut notamment vice-président du musée de Colmar de 1867 à sa mort. Il a légué sa collection à la ville de Colmar.